# Ръдово
Ръдово (на сръбски: Рдово или Rdovo) е село в Югоизточна Сърбия, Пчински окръг, община Владичин хан.

## Население
Според преброяването на населението от 2011 г. селото има 80 жители.

### Етнически състав
Данните за етническия състав на населението са от преброяването през 2002 г.
- сърби – 134 жители
- неизяснени – 1 жител
- други – 1 жител